# Tænkning
Tænkning er de bevidste processer, der vedvarende foregår i menneskers psyke. Tænkning er en del af kognitionen og vedrører primært processer relaterede til hukommelse, forestillinger og bearbejdning og forståelse af sindsindtryk. Tænkning behandler den information, der absorberes af mennesker og løser problemer og træffer beslutninger. Hvor perception handler om sanse- eller sindsindtryk, handler tænkning om forståelsen og den bevidste bearbejdning og lagring af disse indtryk, en proces der involverer de individuelle erfaringer og kundskaber.
Tænkning har differentierede betydninger, Det kan både referere til idéerne eller bearbejdelse af de idéer, som er resultater af tænkning, handlingen at producere tanker, eller processen at producere tanker. Selvom tanker indgår i en fundamental menneskelig aktivitet, der er fælles for alle, er der ikke en generel accepteret enighed om, hvad tanker er, eller hvordan tanker skabes. Analyser af hjernens funktioner kan derfor ikke stå alene, når tankeprocesser analyseres.
For det meste er mennesker mere bevidste om tænkningens resultat end om selve den tankeproces, der har ledt frem til resultatet. Begreber, der beskriver tilsvarende processer er kognition, idé og fantasi. Tænkning kan deles op i blandt andet konvergerende og divergerende og tænkning. Konvergerende tænkning er den klassiske model, som ad logisk og rationel vej fokuserer på at finde den bedste løsning på et problem. Den divergerende tænkning fokuserer derimod på at finde forskellige måder til at løse et problem.

## Den kognitive pyramide
Tænkning kan opdeles i forskellige lag, som bl.a. kan illustreres som en pyramide. Det nederste lag er vågenhed, det næste er opmærksomhed på en problemstilling, herefter følger hukommelse, indlæring og øverst styring (strukturering)
Tænkning er beslægtet med:
- Deduktion
- induktion
- Problemløsning
- Beslutningstagen